# Stefano Lamberti

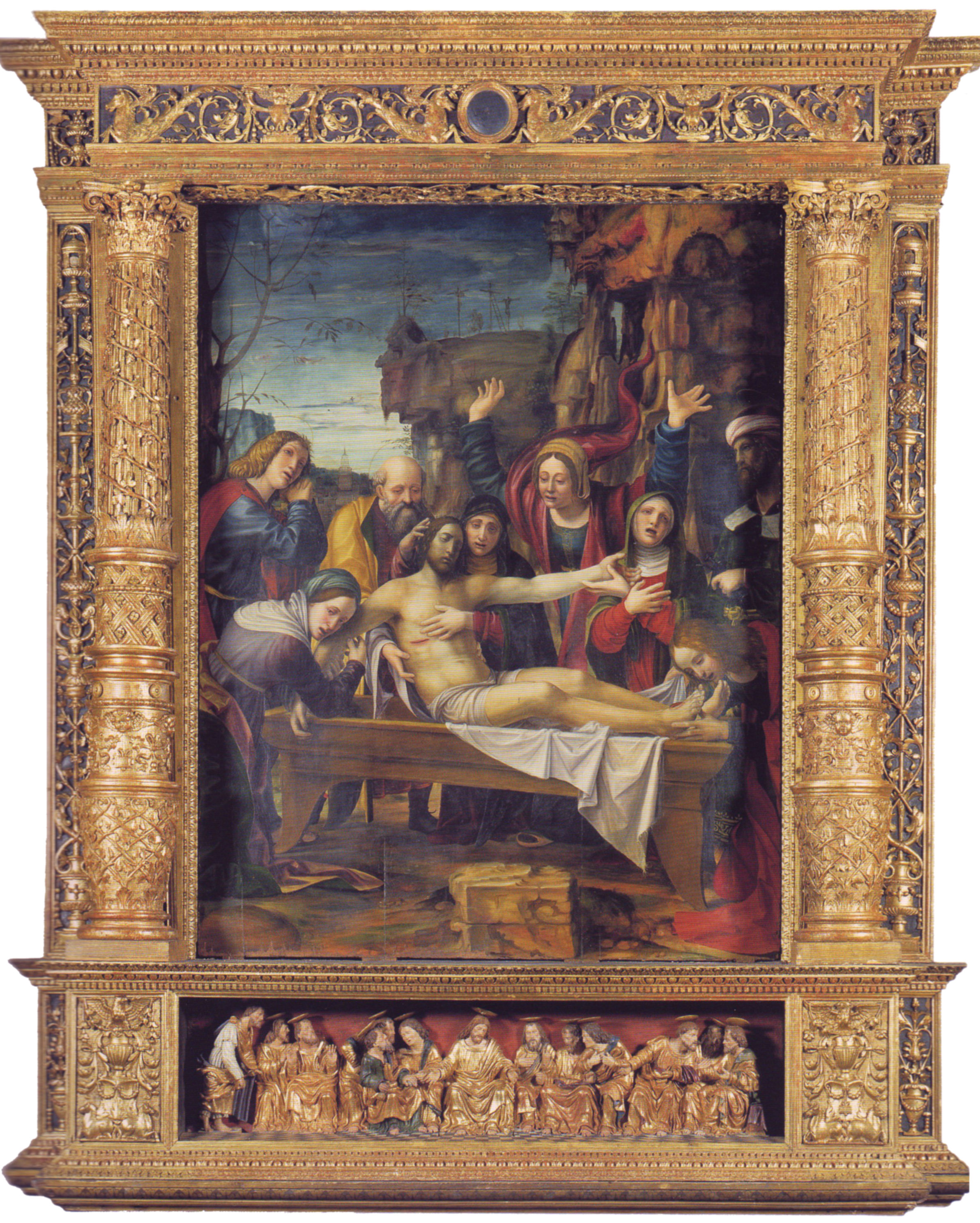
Stefano Lamberti, cornice della Deposizione di Bernardo Zenale e gruppo con Ultima cena, legno intagliato, dorato e dipinto, 1509, chiesa di San Giovanni Evangelista, Brescia.

Stefano Lamberti (Brescia, 1482 – Brescia, 23 novembre 1538) è stato uno scultore e notaio italiano.

## Biografia
Il padre di Stefano, Piero Lamberti, probabilmente è da identificare con un notaio attivo a Brescia nella seconda metà del Quattrocento. In quanto a ciò, è ancora da verificare se sia proprio lo Stefano Lamberti in questione l'omonimo notaio che, nel 1548, si registra già morto nel Libro d'oro della nobiltà bresciana di quell'anno, a proposito dell'iscrizione all'estimo civico del figlio Prospero.
Non si hanno informazioni circa la sua formazione artistica, avvenuta forse alle dipendenze dell'intagliatore milanese Bernardino di Coyri, citato dal Lamberti come suo creditore in un estimo del 1517.
Risale al 1502 la monumentale ancona lignea, intagliata e dorata, a cornice della Pala di San Francesco dipinta dal Romanino per l'altare maggiore della bresciana chiesa di San Francesco d'Assisi: si tratta della prima opera a lui attribuibile con buona probabilità, soprattutto sulla base di evidenti riscontri stilistici con altri lavori documentati. Da notare che la cornice, recante un'iscrizione con la data di esecuzione e il nome del committente, il generale dell'Ordine francescano Francesco Sanson, fu realizzata molti anni prima del dipinto del Romanino, databile al 1516-17: ciò si ricollega alla commissione originale della pala, conferita a Leonardo da Vinci, il quale però non porterà mai oltre lo stato di bozzetto schematico fino ad abbandonare completamente il progetto, che sarà offerto al Romanino come "ripiego".
Nella cornice della pala di San Francesco, il Lamberti esibisce una gamma di soluzioni strutturali e decorative che finiranno per essere il repertorio costante della sua opera di intagliatore: si nota una moltiplicazione dei dettagli ornamentali, decisamente affini al corredo sperimentato pochi anni prima nei fregi del Palazzo della Loggia, elaborando però un complesso apparato architettonico in grado di conferire un forte effetto di continuità sia con l'ambiente circostante, sia con l'ambiente dipinto sulla pala, al quale si connette. La parte figurata della cornice comprende due busti di Santi vescovi all'interno di tondi e una Pietà a coronamento del fregio superiore.
Datato 13 febbraio 1509 è il contratto del Lamberti per la cornice lignea della Deposizione di Bernardo Zenale per la cappella del Santissimo Sacramento nella chiesa di San Giovanni Evangelista a Brescia. È questo il primo lavoro documentato dello scultore: probabilmente posteriore al dipinto, presenta, nella sua imponente plasticità, analogie con il protiro della chiesa di Santa Maria dei Miracoli, massima innovazione sperimentale, di stampo rinascimentale, nella scultura bresciana quattrocentesca. Sempre del Lamberti è il gruppo ligneo dell'Ultima cena posto a predella della pala dello Zenale, e il gruppo nell'arco superiore con il Dio Padre e angeli.
Il 30 maggio 1513 gli viene commissionata dalla municipalità un vero e proprio polittico scultoreo disposto su due registri con sei nicchie, ospitanti altrettante statue raffiguranti Maria e i santi Cristoforo, Giuseppe, Francesco, Rocco e Apollonio, il tutto sormontato dal Dio Padre, probabilmente a mezza figura entro un arco. L'opera, perduta, viene originariamente collocata nella chiesa di San Rocco e poi, con la distruzione di questa avvenuta nel 1516, nella chiesa di San Giuseppe dove è registrata fino al 1668.
Ancora nel 1513 riceve l'incarico, da parte di un membro della famiglia Brunelli, di intagliare una statua di San Rocco, conservata oggi nella sagrestia della chiesa di San Michele Arcangelo di Bassano Bresciano. Di quest'opera è nota, oltretutto, la quietanza di pagamento datata all'anno successivo.
Tra il 1509 e il 1514 realizza un Sant'Antonio Abate in legno per la chiesa parrocchiale di Condino: l'attribuzione di quest'opera è avanzata per la prima volta da Papaleoni nel 1890, ma sarà accettata all'unanimità della successiva critica artistica.
Tra il 1515 e il 1518 intaglia la cassa lignea per l'organo del Duomo vecchio di Brescia, poi sostituito tra il 1539 e il 1540 e trasferito entro 1668 nella chiesa di Santa Maria in Valvendra a Lovere, dove ancora si conserva assieme alle ante dipinte da Floriano Ferramola in collaborazione col giovanissimo Moretto. Collocabile negli stessi anni è anche la cornice per la Pala di Santa Giustina, dipinta nel 1514 dal Romanino per la basilica di Santa Giustina a Padova, oggi ai Musei civici di Padova. L'effettiva paternità di quest'opera è comunque in dubbio, data la scarsa esuberanza di caratteri decorativi che, al contrario, è sempre osservabile nelle ancone del Lamberti.
Tra il 1518 e il 1519 lo scultore intaglia la cornice per la Madonna del Tabarrino, tavola del Moretto custodita nella chiesa bresciana di San Giovanni Evangelista, copia di un miracoloso affresco più antico. Collocata originariamente nella cappella della Madonna del Tabarrino, andrà perduta probabilmente durante i settecenteschi lavori di rifacimento dell'ambiente eseguiti da Alessandro Calegari.
Tra la fine del secondo e l'inizio del terzo decennio del secolo si collocano altre opere lignee di attribuzione incerta. Allo stesso periodo risale il gruppo del Cristo risorto tra i santi Giovanni Battista e Martino nella chiesa parrocchiale di Vezza d'Oglio.
Verso il 1520 si deve verosimilmente collocare l'esecuzione di una Madonna col Bambino in trono per la chiesa di San Girolamo di Gottolengo, attribuibile al Lamberti grazie a riscontri stilistici. Degno di nota è il fatto che, in quell'anno, il capitolo dei frati carmelitani di San Girolamo aveva nominato tra i suoi procuratori il notaio "Stephanum de Lambertis" di Brescia. Il testo non fa alcun accenno al mestiere di intagliatore, ma non manca di riproporre il problema della dubbia, duplice qualifica professionale dello scultore.
Al terzo decennio si pone anche l'ancona dell'altare maggiore della chiesa di Santa Lucia a Giustino, la cui attribuzione è però contesa tra il Lamberti e Maffeo Olivieri. La paternità, comunque, spetterebbe al primo, seppure dubitativamente, sulla base di analogie formali con la Madonna nella chiesa di San Rocco a Passirano, tradizionalmente ascritta allo stesso. Non è nuova una certa confusione, tra i due scultori, nelle attribuzioni delle opere, non solo a causa di una coincidenza di stile ma anche dei rivestimenti cromatici, dovuti probabilmente sempre allo stesso pittore. Quest'ultimo sarebbe un non meglio identificato "Zuan Antonio del lago Dalugano", oppure Paolo da Caylina il Giovane.
Nel 1530 uno "Stefano intaiador", identificato con il Lamberti da Papaleoni, riceve un pagamento di 400 lire per la realizzazione di una Pietà posta sull'altare della Scuola del Santissimo Sacramento nella chiesa parrocchiale di Condino.
Agli anni della maturità artistica, Bruno Passamani propone di ascrivere il San Martino in trono della chiesa parrocchiale di Corteno Golgi, in ragione anche dell'attribuzione al Lamberti, su base stilistica, di una Madonna in trono col Bambino conservata nella stessa chiesa. Quest'ultima, però, non spetterebbe al Lamberti, bensì a Tiburzio Del Maino e sarebbe databile tra il 1524 e il 1529.
Nel 1530 Stefano Lamberti subentra ad Agostino Castelli in qualità di architetto civico di Brescia, carica che ricoprirà poi fino alla morte. Riceve nello stesso anno la commissione di elaborare un modello per il nuovo portale del palazzo della Loggia, poi eseguito da Nicolò da Grado, e ancora oggi presente. Altre commissioni riguarderanno alcuni lavori al forte della Garzetta, oggi non più esistente, e manutenzioni varie delle mura cittadine.
Secondo quanto riportato da Pandolfo Nassino, il Lamberti muore a Brescia il 23 novembre del 1538.